# Kerala Blasters Football Club
Il Kerala Blasters Football Club è una società calcistica indiana con sede nella città di Kochi. Milita nella Indian Super League.

## Storia
Viene fondata nel 2014, come una delle neo-squadre che parteciperanno alla nuova competizione indiana, l'Indian Super League. Chiude al quarto posto in classifica con 19 punti, e viene eliminata in finale di Play-off dall'Atlético de Kolkata per 1-0, perdendo quindi la possibilità di vincere il primo titolo di questa competizione. La seconda stagione è invece deludente, e la squadra termina il campionato in ultima posizione e non accede ai Play-off. Nel 2016, come nel 2014, il Kerala dopo un 2º posto nella stagione regolare viene sconfitto di nuovo dall'Atlético de Kolkata per 1-1 (4-3 sui rigori) perdendo quindi di nuovo la possibilità di portare a casa il titolo. Nel 2017 concludono la stagione regolare al 6º posto. Nel 2020, a seguito della rescissione consensuale del capitano Sandesh Jhingan, ritira la maglia numero 21.. Nel campionato 2021-2022 perde nella finale dei play-off contro l'Hyderabad, perdendo la possibilità di vincere il suo primo titolo.

## Colori e simboli

### Colori
I colori della squadra sono il giallo e il blu.

### Simboli ufficiali

#### Stemma
Lo stemma raffigura la testa di un elefante, animale simbolo del Kerala.

## Strutture

### Stadio

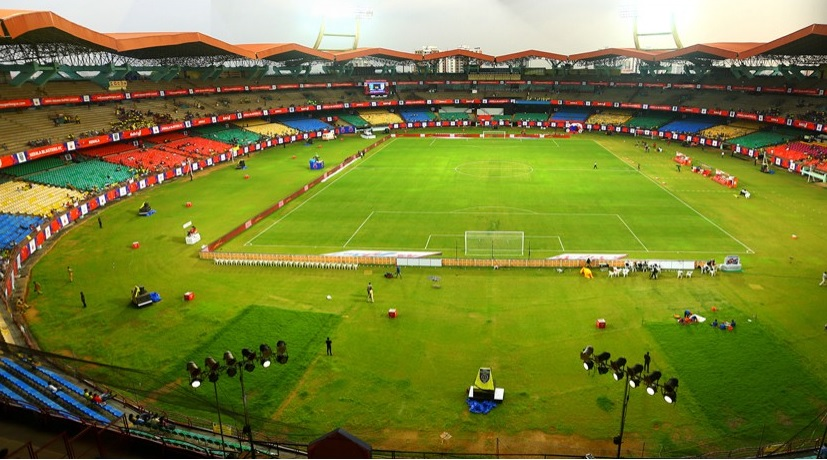
Il Jawhaharlal Nehru Stadium, stadio del Kerala Blasters.

Il jawaharlal Nehru Stadium è uno stadio a Kochi. Ha una capacità di 60.000 posti.

## Società

### Sponsor
Di seguito la cronologia di fornitori tecnici e sponsor del Kerala Blasters.
| Sponsor tecnici - 2014-oggi: Puma | Sponsor ufficiali - 2014-oggi: Muthoot |

## Allenatori e presidenti
| Allenatori - 2014 David James - 2015 Peter Taylor - 2015-2016 Terry Phelan - 2016-2017 Steve Coppell - 2017-2018 René Meulensteen - 2018 David James - 2018-2019 Hermann Hreiðarsson - 2019 Nelo Vingada - 2019-2020 Eelco Schattorie - 2020-2021 Kibu Vicuña - 2021 Ishfaq Ahmed (Interim) - 2021-2024 Ivan Vukomanović - 2024 Mikael Stahre - 2024-2025 TG Purushothaman (Interim) - 2025-attuale David Dóniga | Presidenti - 2014-2016 Sachin Tendulkar - 2016-attuale Nikhil Bhardwaj |

## Palmarès

### piazzamenti
- Indian Super League:

Secondo posto: 2014, 2016, 2022

## Organico

### Rosa
| N. |                       | Ruolo | Calciatore            |
| -- | --------------------- | ----- | --------------------- |
| 1  | India (bandiera)      | P     | Sachin Suresh         |
| 2  | India (bandiera)      | P     | Nora Fernandes        |
| 3  | India (bandiera)      | D     | Sandeep Singh         |
| 4  | India (bandiera)      | D     | Hormipam R            |
| 5  | India (bandiera)      | D     | Muhammed Saheef       |
| 6  | India (bandiera)      | C     | Freddy Lallawmawma    |
| 7  | India (bandiera)      | A     | Rahul Kannoly Praveen |
| 8  | India (bandiera)      | C     | Vibin Mohanan         |
| 9  | Spagna (bandiera)     | C     | Jesús Jiménez         |
| 10 | Uruguay (bandiera)    | C     | Adrián Luna           |
| 13 | India (bandiera)      | C     | Danish Farooq Bhat    |
| 14 | Ghana (bandiera)      | A     | Kwame Peprah          |
| 15 | Montenegro (bandiera) | D     | Miloš Drinčić         |
| 17 | India (bandiera)      | C     | Saurav Mandal         |

| N. |                    | Ruolo | Calciatore             |
| -- | ------------------ | ----- | ---------------------- |
| 18 | India (bandiera)   | C     | Bryce Miranda          |
| 19 | India (bandiera)   | C     | Mohammed Aimen         |
| 20 | India (bandiera)   | D     | Pritam Kotal           |
| 22 | India (bandiera)   | C     | Sukham Yoihenba Meitei |
| 26 | India (bandiera)   | A     | Ishan Pandita          |
| 27 | India (bandiera)   | D     | Aibanbha Dohling       |
| 29 | Francia (bandiera) | D     | Alexandre Coeff        |
| 31 | India (bandiera)   | P     | Som Kumar              |
| 32 | India (bandiera)   | A     | Mohammed Azhar         |
| 33 | India (bandiera)   | D     | Prabir Das             |
| 45 | India (bandiera)   | A     | Sreekuttan MS          |
| 50 | India (bandiera)   | D     | Naocha Singh           |
| 77 | Marocco (bandiera) | A     | Noah Sadaoui           |
| 97 | India (bandiera)   | A     | R Lalthanmawia         |

### Staff tecnico
- David Dóniga - Allenatore
- TG Purushothaman - Vice allenatore
- Slaven Progovečki - Allenatore portieri
- Rafa Montenegro - Preparatore atletico